# Старчевачки музеј
Старчевачки музеј је установа културе која се налази у Старчеву, на Тргу неолита бб.

## Историјат
Пројекат оснивања је покренула Месна заједница уз подршку Дома културе „29. новембар” и Основне школе „Вук Стефановић Караџић”, под окриљем Ресора за културу Града Панчева.
Старчевачки музеј је основан 2020. године са циљем очувања културне баштине Старчева која сеже до неолита када се појавила старчевачка култура. За фасаду зграде је заслужна Градска власт, а столарска радионица Ненада Хаџи Милетића је извршила рестаурацију улазних врата у музеј као донацију. Аутори сталне музејске поставке „Старчево кроз векове” су чланови Удружења „Пагус” који су осмислили концепт поставке, обавили истраживања и израдили комплетан дизајн. Музеју су потпомогли Народни музеј Панчева, Завод за заштиту споменика културе и Креативни културни клуб.
Данас садрже три сале школског објекта некадашње старчевачке школе, а касније обданишта и три музејске целине. Највећа је едукативно–изложбена поставка „Старчево кроз векове” која презентује 8000 година непрекидног живљења на простору Старчева уз посебан осврт на период Старчевачке културе и Банатске војне границе. Галерија музеја садржи изложбу фотографија „Старчево из ваздуха” и реплику неолитског насеља у дворишту које је доступно посетиоцима.
Прва манифестација Ноћ музеја у Старчеву је одржана 19. маја 2022. Током априла 2024. године је отворена изложба старих разгледница „Кроз прозор 20. века – разгледнице”.
Музеј је удаљен од Панчева десет километара, од Београда двадесет, од Ковина тридесет и од Смедерева четрдесет километара.